# Bundesverband Automatenunternehmer
Der Bundesverband Automatenunternehmer (BA) vertritt die Interessen der Aufstellunternehmer von Unterhaltungsautomaten und Spielstättenbetreibern auf nationaler und europäischer Ebene.
Er ist Mitglied im europäischen Spitzenverband der Unterhaltungsautomatenwirtschaft EUROMAT in Brüssel sowie Gründungsmitglied des Bundesverbandes der Dienstleistungswirtschaft – BDWi. Er ist die Dachorganisation von elf regionalen Automatenverbänden in Deutschland sowie von zwei Fachverbänden mit rund 2.000 Mitgliedsbetrieben. Der Verband hat seinen Sitz in Berlin und ist als Verein organisiert. Der Bundesverband ist Mitglied im Dachverband "Die Deutsche Automatenwirtschaft e.V."
Der Verband hat 2000 Mitglieder.

## Geschichte
Der Verband wurde 1953 gegründet. Er konzentriert seine Arbeit auf den dauerhaften Erhalt, die Verbesserung und langfristige Sicherung der politischen und wirtschaftlichen Rahmenbedingungen für das Unterhaltungsautomaten-Aufstellgewerbe durch den Dialog mit Politik und Verwaltung.
Der BA hält engen Kontakt zu politischen Institutionen, Gremien und Meinungsträgern. Er wird in die Planung gesetzgeberischer Vorhaben einbezogen. Darüber hinaus koordiniert der BA die Aktivitäten seiner Mitgliedsverbände und unterstützt deren Arbeit gegenüber der Politik, Verwaltung und Justiz in Ländern, Kreisen und Kommunen.
Dem BA obliegen unter anderem die Überwachung eines lauteren Wettbewerbs im Bereich des gewerblichen Geld-Gewinnspiels, Maßnahmen gegen das illegale Glücksspiel, die Auseinandersetzung mit Ländern und Kommunen um die Vergnügungssteuern, die Mitgestaltung existenzerhaltender und -fördernder, zukunftsgerichteter Rahmenbedingungen sowie die Betreuung automatenspezifischer Ausbildungsberufe und Weiterbildungsmaßnahmen.
Für Themen im politischen Raum sowie wirtschaftliche und rechtliche Fragestellungen  um das gewerbliche Unterhaltungsautomatenspiel sieht sich der BA als Ansprechpartner.
Mit einem 8-Punkte-Thesen-Papier „BA-Agenda Zukunft – Wir stehen für Morgen!“ positionierte sich der Bundesverband zur Situation und Zukunft der Branche.

## Präsidium
Das Präsidium setzt sich aus den ersten Vorsitzenden seiner 11 Landesverbände und zwei Fachverbände zusammen und wählt vier seiner Mitglieder in den Vorstand. Im Vorstand des BA arbeiten im Jahr 2015 Thomas Breitkopf (Präsident), Gundolf Aubke (Vizepräsident und Schatzmeister), Wolfgang Voß  (Vizepräsident) und Wolfgang Götz (Vizepräsident).
Geschäftsführerin ist seit Januar 2014 Simone Storch.
Die Geschäftsstelle befindet sich im Verbändehaus Handel – Dienstleistung – Tourismus in Berlin-Mitte.

## Mitglieder
Zu den elf regionalen Mitgliedsverbänden des BA gehören:
- Automaten Verband Baden-Württemberg e.V.
- Bayerischer Automaten-Verband e.V.
- Verband der Automatenkaufleute Berlin und Ostdeutschland e.V.
- Hamburger Automaten Verband e.V.
- Hessischer Münzautomaten-Verband e.V.
- Automatenverband Niedersachsen e.V.
- Deutscher Automaten-Verband e.V.
- Nordwest-Deutscher Automaten-Verband e.V.
- Automaten-Verband Rheinland-Pfalz e.V.
- Automaten-Verband Saar e.V.
- Automaten-Verband Schleswig-Holstein e.V.

Zu den zwei Fachverbänden des BA gehören:
- Fachverband Gastronomie Aufstellunternehmer e.V.
- Fachverband Spielhallen e.V.

Der Bundesverband Automatenunternehmer e.V. ist einer der vier Spitzenverbände, die den Dachverband "Die Deutsche Automatenwirtschaft e.V." gegründet haben. Er ist Mitglied im europäischen Spitzenverband der Unterhaltungsautomatenwirtschaft EUROMAT in Brüssel sowie Gründungsmitglied des Bundesverbandes der Dienstleistungswirtschaft – BDWi.
Der BA hat 2000 Mitglieder.